# Гаврилишина Любов Іванівна
Любов Іванівна Гаврилишина (нар. 31 березня 1950, село Новомиколаївка, тепер Скадовського району Херсонської області) — українська радянська діячка, доярка колгоспу-племзаводу імені Кірова Скадовського району. Депутат Верховної Ради УРСР 10—11-го скликань.

## Біографія
Освіта середня. Член ВЛКСМ.
У 1965—1992 роках — колгоспниця, доярка колгоспу-племзаводу імені Кірова села Новомиколаївки Скадовського району Херсонської області.
З 1992 року — завідувачка їдальні ферми колгоспу-племзаводу імені Кірова села Новомиколаївки Скадовського району Херсонської області.
Потім — на пенсії в селі Новомиколаївка Скадовського району Херсонської області.

## Нагороди
- медалі